# El juego de la verdad (película de 2004)
El juego de la verdad es una película de cine española dirigida por Álvaro Fernández Armero.

## Reparto
| Intérprete          | Personaje              |
| ------------------- | ---------------------- |
| Tristán Ulloa       | Ernesto                |
| Natalia Verbeke     | Susana                 |
| María Esteve        | Lea                    |
| Óscar Jaenada       | Alberto                |
| Sonia Castelo       | Mónica                 |
| Fernando Cayo       | Mario                  |
| Susana Pampín       | Enfermera              |
| Carolina Román      | Enfermera TAC          |
| Gabriel Fernández   | Enfermero              |
| Nicholas Rice       | Enfermero              |
| Ernesto Claudio     | Médico                 |
| Bernardo Baras      | Sacerdote              |
| Pacho Geraghty      | Realizador             |
| Mariana Richaudeau  | Cajera Supermercado    |
| Sammy Lerner        | Don Javier             |
| Dora Dipo           | Estilista              |
| Silvia Ferrando     | Maquilladora           |
| Fernanda García Lao | Modista                |
| Eva Gross           | Recepcionista Hospital |
| Ágatha Fresco       | Clienta Supermercado   |
| Laura Insúa         | Mujer acomplejada      |
| Gianni Fiore        | Padre Alberto          |
| Anna Ferrer         | Madre Alberto          |
| Mónica Gazpio       | Señora Arroz           |
| Dolores Bosch       | Cajera Embarazada      |
| John David Wilson   | Maître                 |

## Argumento
Alberto (Óscar Jaenada) y Susana (Natalia Verbeke) son la pareja perfecta. Sus amigos son Lea (María Esteve) y Ernesto (Tristán Ulloa). 
A Ernesto diagnostican incorrectamente tres meses de vida debido a un cáncer incurable. Sus amigos quieren hacer sus últimos deseos realidad para que sea feliz el tiempo que le queda, él pide acostarse con Susana...

## Comentarios
El juego de la verdad cierra un ciclo que comenzó en Todo es mentira. Ambas películas explorar las problemas, sentidos y compromisos de las relaciones entre hombres y mujeres y las consecuencias de la sinceridad absoluta en las parejas.